# 大連交通大学
大連交通大学（中国語簡体字: 大连交通大学）（英語: Dalian Jiaotong University）は、中華人民共和国(遼寧省)大連市に本部を置く中華人民共和国の国立大学。1956年創立、1958年大学設置。

## キャンパス
大連の中心部から近い沙河口区にメインキャンパスがあり、旅順の旅順経済開発区にも2004年に設置された新キャンパスがある。
敷地総面積は85.2万平方メートル、校舎の建築総面積は39.4万平方メートルである。

### 沙河口キャンパス
- 沙河口区のキャンパスは大連周水子国際空港および市内中心部の大連駅からそれぞれ直線距離で約6km、車で15～20分ほどの距離の黄河路と西南路の交差地点にあり、後述の各学院の一部および鉄道技術研究所などがある。大連機車車輌有限公司とも関係が深い。
- 大連市に本部を置く大学の中では大連外国語学院に次いで多くの語学留学生を受け入れており、若年層を中心に幅広い年齢層が留学している。日本で定年退職した後に留学して中国語、中国文化を学ぶ年配の留学生も多い。
- 日本のODAで作られた「中日友好大連人材培訓中心」は、約1km離れた沙河口駅そばの当大学の敷地内にある。

所在地：郵便番号116028　中華人民共和国遼寧省大連市沙河口区黄河路794号

### 旅順キャンパス
- 旅順キャンパスは旅順口区の旅順経済開発区にある。
- 軟件学院、信息工程学院などがある。
- 大連科技学院(元情報システム学院)中国語文化センター「大連国際陽光書香院」があり、海外、特に日本での定年退職後に留学し長期滞在する学生も多くなることを期待されている。

所在地：郵便番号116052　中華人民共和国遼寧省大連市旅順港口区旅順経済開発区浜港路999号

## 沿革
- 1956年1月、 大連機車車輌製造学校創立。
- 1957年9月、 大連機器製造学校に名称変更。
- 1958年7月、 大連機器製造学校を基礎に大連鉄道学院を設置。
- 1961年1月、 中華人民共和国鉄道部直属大学の１つとなる。
- 2000年2月、 鉄道部から遼寧省に移管され公立大学になる。
- 2004年5月、 大連交通大学に名称変更。

## 組織
中国の他の総合大学と同様に学院制管理により、総合大学の下に大学院、単科大学、研究所、大学専科（大専）、専門学校、語学学校、その他の部門が組み込まれたような体制となっている。
- 機械工程学院(School of Mechanical Engineering)
- 材料科学与工程学院(School of Materials and Engineering)
- 交通運輸工程学院(School of Traffic and Transportation)
- 電気信息学院(School of Electronics and Information Engineering)
- 環境与化学工程学院(School of Environmental and Chemical Engineering)
- 管理学院(School of Management)
- 土木与安全工程学院(School of Civil and safety Engineering)
- 理学院(School of Science)
- 外国語学院(School of Foreign Languages)
- 芸術学院(School of Art)
- 人文社科学院(School of humanities and social sciences)
- 研究生学院(Graduate school)
- 軌道交通技術学院(Railway Technology Institute)
- 軟件学院(Software Institute)
- 愛恩国際学院(IEN International Institute)
- 信息工程学院(Information Engineering Institute)
- 体育工作部(Department of Physical Education)

## 学生
全日制在校生19439名、内、本科および専科生18305名、
博士課程88名、修士課程1005名、他（2009年11月現在）。

## 教員
専門技術職教師は1044名で内、教授132名、助教授282名、
博士号を持つ助教43名、他（2009年11月現在）。